# Публий Фурий Медулин Фуз
Публий Фурий Медулин Фуз (на латински: Publius Furius Medullinus Fusus) e политик на ранната Римска република през 5 век пр.н.е.
Произлиза от патрицианската фамилия Фурии и е брат на Спурий Фурий Медулин Фуз (консул 464 пр.н.е.).
През 472 пр.н.е. е избран за консул заедно с Луций Пинарий Мамеркин Руф. Той изработва с народен трибун Публилий Волерон закона Lex Publilia Voleronis. През 467 пр.н.е. отива заедно с Тит Квинкций Капитолин Барбат и Авъл Вергиний Трикост Целимонтан в новооснованата колония в град Анциум. През 464 пр.н.е. служи като легат при брат си Спурий, който е консул за годината и води война против еквите.